# Hidżra
Hidżra (z arab. hidżra(t); هِجْرَة – „wywędrowanie, zerwanie stosunków, ucieczka” – inaczej hegira) – „Wielka Emigracja” proroka Mahometa oraz jego zwolenników z Mekki do Jatribu, późniejszej Medyny.

## Historia
Mahomet i pierwsi muzułmanie musieli opuścić miasto z powodu prześladowań oraz braku przychylności ze strony Abu Lahaba, stryja Mahometa, który objął przywództwo rodu Haszymidów. Emigracja następowała drobnymi grupkami; z Mekki wywędrowało w sumie około 70 osób. Jako ostatni, 24 września 622 roku, Mekkę opuścił Mahomet wraz ze swoim doradcą i przyjacielem Abu Bakrem. Uchodźcy towarzyszący Mahometowi, nazywani muhadżirami (arab. muhadżirun – ci, którzy razem wywędrowali), ze względu na swoje zasługi dla religii zajęli potem najwyższe pozycje w ummie, pierwszej gminie wyznawców islamu.

## Znaczenie
Początek roku, w którym miała miejsce hidżra Mahometa, tj. dzień 16 lipca 622 roku, został 17 lat później, za panowania kalifa Omara, uznany za początek ery muzułmańskiej. Od tego momentu liczy się lata w rachubie kalendarza muzułmańskiego oraz kalendarza irańskiego.
Hidżrę nazywa się czasami wielką, w odróżnieniu od małej, czyli pierwszej fali emigracji, gdy w 615 roku kilkudziesięciu wyznawców, by uniknąć prześladowań, udało się do chrześcijańskiej Etiopii.